# Oserya
Oserya là một chi thực vật có hoa trong họ Podostemaceae.

## Loài
Chi Oserya gồm các loài: